# دانيال أنتونيز
دانيال أنتونيز (بالإنجليزية: Daniel Antúnez) هو لاعب كرة قدم أمريكي في مركز الوسط، ولد في 10 فبراير 1986 في سانتا آنا في الولايات المتحدة. لعب مع إنتر توركو وفينيكس راسينغ ونادي تيكوس ونادي شيفاز يو إس أي.

## وصلات خارجية
- دانيال أنتونيز على موقع الاتحاد الأوربي (الإنجليزية)
- دانيال أنتونيز على موقع الدوري الأمريكي (الإنجليزية)
- دانيال أنتونيز على موقع قاعدة بيانات كرة القدم.إي يو (الإنجليزية)
- دانيال أنتونيز على موقع Soccerway.com (الإنجليزية)
- دانيال أنتونيز على موقع عالم كرة القدم.نت (الإنجليزية)